# Крузенштерн (лунный кратер)
Крузенштерн (лат. Krusenstern) — крупный древний ударный кратер в южной материковой области видимой стороны Луны. Название присвоено в честь российского мореплавателя, адмирала Ивана Фёдоровича Крузенштерна (1770—1846) и утверждено Международным астрономическим союзом в 1935 г. Образование кратера относится к донектарскому периоду.

## Описание кратера

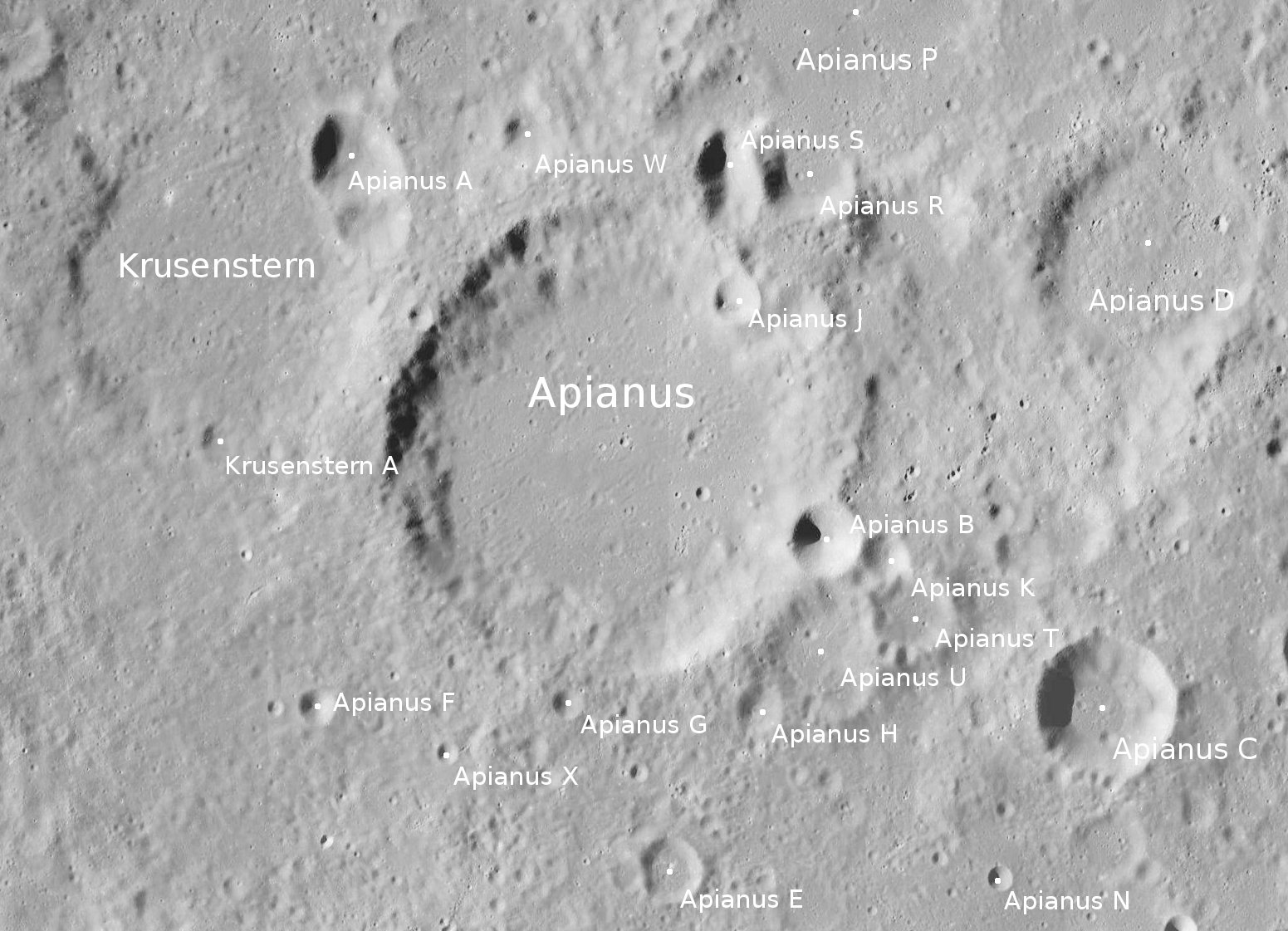
Окрестности кратера Крузенштерн. Снимок зонда Lunar Reconnaissance Orbiter.

Ближайшими соседями кратера Крузенштерн являются кратер Бланкин на западе; кратер Плейфер на северо-востоке; кратер Апиан на востоке-юго-востоке и кратер Вернер на юго-западе. Селенографические координаты центра кратера 26°18′ ю. ш. 5°46′ в. д. / 26,3° ю. ш. 5,76° в. д., диаметр 46,4 км, глубина 2,1 км.
Кратер Крузенштерн имеет полигональную форму и значительно разрушен за длительное время своего существования, превратившись в трудно различимое понижение местности. Вал сглажен, в северо-восточной части перекрыт сдвоенной парой кратеров, южная часть вала перекрыта маленьким сателлитным кратером Крузенштерн А (см. ниже). Дно чаши сравнительно ровное, без приметных структур.

## Сателлитные кратеры

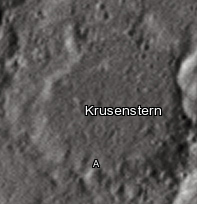
Снимок Девида Кемпбелла.

| Крузенштерн | Координаты                                         | Диаметр, км |
| ----------- | -------------------------------------------------- | ----------- |
| A           | 26°59′ ю. ш. 5°48′ в. д. / 26,98° ю. ш. 5,8° в. д. | 4,9         |